# 董仁明
董仁明（1915年—），男，白族，云南大理人，中国工商业者，中国民主建国会会员，曾任第三、四、五届全国政协委员。